# Паспарта (река)
Паспарта (Ян-Паспарта) — река в Улаганском районе Республики Алтай, правый приток Башкауса.

## Описание
Длина реки — 16 км (от истока Колбагата). Начинается в средней части района, в 6-6,5 км к северо-востоку от села Паспарта. Течёт на запад, впадает в Башкаус в 63 километрах от его устья.
Принимает несколько малых притоков: Сучикачи, Тутугем, Анаяк, Карачал и другие.
Ниже села Паспарта вдоль всего русла реки идёт гравийная, а местами каменно-грунтовая или щебеночная дорога. Правый берег реки, где стоит село, почти весь безлесый, а левый, наоборот, таёжный (ель, лиственница, кедр).